# Nili Hadida
Pour les articles homonymes, voir Hadida.
Nili Hadida, née le  27 mai 1986 à Tel Aviv, est la chanteuse franco-israélienne du groupe Lilly Wood and the Prick.

## Biographie

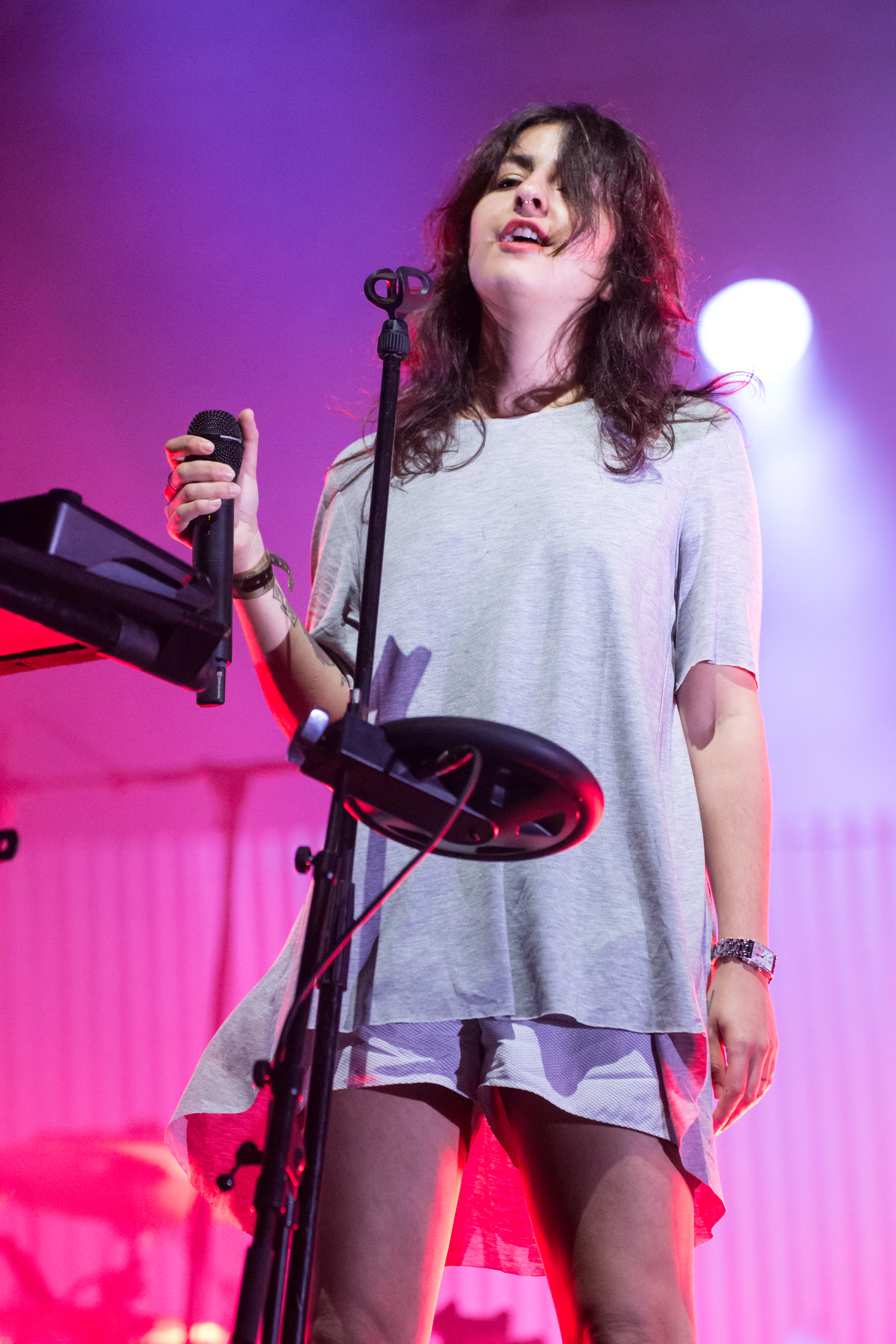
Nili Hadida en 2015, lors du festival "le weekend des curiosités"

Elle a vécu en Angleterre et en Californie avant de s'installer à Paris. La chanteuse s'est forgé une culture musicale nomade où se côtoient les chansons d'Elliott Smith, la variété des années 1980 et les ballades jazz de Fiona Apple. En 2006, elle rencontre dans un bar, grâce à un ami commun, le guitariste parisien Benjamin Cotto. Tous deux fondent le groupe Lilly Wood and the Prick. Elle collabore régulièrement avec Maxime Simoëns. Nili Hadida est végane et s'est engagée plusieurs fois aux côtés de l'association L214 notamment en présentant les images d'une enquête dans l'abattoir du Vigan, en 2016. Elle est également apparue dans la vidéo promotionnelle du Veggie Challenge, qui encourage les personnes à tester pendant 21 jours l'alimentation végane. Elle est la marraine du festival Smmmile Festival. 
En 2018 elle commence une carrière solo et publie un premier album éponyme. Pour la production de cet album elle a fait appel à Christian Rich (N.E.R.D, Diddy, Lil'Kim) et pour le mixage elle s'est tournée vers Jimmy Douglass, qui a notamment travaillé avec Justin Timberlake, Björk et Kanye West.  

## Discographie

### Lily Wood and the Prick
- 2010 : Invincible Friends (Cinq 7)
- 2012 : The Fight (Cinq 7)
- 2015 : Shadows (Wagram)

Sept singles :
- 2010 : Down the Drain
- 2011 : This Is a Love Song
- 2011 : My Best
- 2012 : Middle of the Night
- 2012 : Where I Want to Be (California)
- 2013 : Long Way Back
- 2013 : Let's Not Pretend
- 2014 : Prayer in C (Robin Schulz remix)

Un film :
- 2013 : Lilly Wood and The Prick au Trianon

### Solo
- 2018 : Nili Hadida